# Magic Voice
Magic Voice is een personage uit de televisieserie Mystery Science Theater 3000.
Magic Voice is de stem van de boordcomputer van de Satellite of Love. Ze geeft de inzittenden van de satelliet belangrijke informatie, zoals wanneer er weer een reclameblok komt. Haar persoonlijkheid is duidelijk een stuk volwassener dan dat van de andere personages in de staelliet.
In aflevering 424 werd onthuld dat Magic Voice een robot is, daar ze net als de andere robots van Joel Robinson een module kreeg die ervoor zorgde dat de robots alles wat Joel deed en zij als briljant gingen zien.
In aflevering 518 “verscheen”’ Magic Voice even in haar eigen tussenstukje. Hierin had ze een conversatie met de verteller uit de film The Atomic Brain. Ze toonde tevens aan Crow T. Robot en Tom Servo hoe het leven zou zijn als Mike een andere persoonlijkheid zou hebben gehad (aflevering 608 Code Name Diamond Head).
De stem van Magic Voice is gedaan door verschillende mensen in de serie, maar schrijver Mary Jo Pehl nam de rol het vaakst voor haar rekening.
Personages: Joel Robinson · Mike Nelson · Crow T. Robot · Tom Servo · Gypsy · Cambot · Magic Voice · Dr. Clayton Forrester · Dr. Laurence Erhardt · TV's Frank · Pearl Forrester · Professor Bobo · Observer

Plaatsen: Satellite of Love · Deep 13 · Castle Forrester

Media: Afleveringen · specials · De film · internetserie

Spin-offs: RiffTrax · The Film Crew · Cinematic Titanic